# Gribov
Gribov est un village de Slovaquie situé dans la région de Prešov.

## Histoire
Première mention écrite du village en 1403.

## Démographie

### Évolution de la population
| Année:               | 1994. | 2004.   | 2014.   | 2024.   |
| -------------------- | ----- | ------- | ------- | ------- |
| Nombre de personnes: | 195   | 191     | 201     | 185     |
| Différence:          |       | -2,05 % | +5,23 % | -7,96 % |

| Année:               | 2023. | 2024.   |
| -------------------- | ----- | ------- |
| Nombre de personnes: | 183   | 185     |
| Différence:          |       | +1,09 % |